# Дикий, Юрий Борисович
Юрий Борисович Дикий — советский музыкант, профессор кафедры специального фортепиано ОГМА им. А. В. Неждановой до октября 2009 года. Глава Миссии Д. Ойстраха и С. Рихтера со дня основания в 2003 году. Член Национального союза журналистов Украины. Лауреат муниципальных премий: «Твои имена, Одесса» (2004), «211 известных одесситов» (2005). Лауреат Гран-при Международного конкурса им. Дюка де Ришелье в номинации Музыка (Германия, 2022). Инициатор и директор международных фестивалей: «Рихтерфест» (2002, 2005), «Ойстрах-Ассамблеи» к 95-летию Д. Ф. Ойстраха (2003), «Золотые звезды конкурса им. П. И. Чайковского» в рамках 110-летия пребывания П. И. Чайковского на Украине и в Одессе (2003). Награждён Памятной медалью за спасение церкви Св. Павла в Одессе (кирхи) (2010). Член Всеукраинского юбилейного комитета к 200-летию Фредерика Шопена (2010).

## Музыкальное образование
Юрий Дикий окончил специальную школу им. П. С. Столярского (1963), а впоследствии фортепианный факультет Одесской консерватории с отличием по классу профессора Л. Н. Гинзбург (ученицы и ассистентки Г. Г. Нейгауза), а также три курса композиторского факультета Одесской консерватории (1969). Будучи студентом пятого курса, стал ассистентом профессора Л. Н. Гинзбург.  Окончил ассистентуру-стажировку при Киевской консерватории с отличием (класс профессора Т. П. Кравченко) (1973).

## Деятельность
В 1973 году после окончания ассистентуры-стажировки Юрий Дикий был приглашен на кафедру специального фортепиано Одесской консерватории в качестве преподавателя. В 1976–1980 годах — декан фортепианного факультета, в 1980—1984 годах — проректор Одесской консерватории. Пять стажировок: Дрезденская высшая школа музыки имени Карла Марии фон Вебера (Hochschule für Musik Carl Maria von Weber Dresden) (Германия, 1979–1980), Московская консерватория (1978), (1985), Киевская консерватория (2002), (2009).
С 1984 года Юрий Дикий  отдаётся преподавательской и исполнительской работе: его класс специального фортепиано при Одесской консерватории окончили свыше пятидесяти студентов, а также стажёры из Югославии, Испании, Алжира, Китая. Несколько студентов класса Ю. Б. Дикого имеют звания лауреатов и дипломантов Международных конкурсов. Юрий Дикий неоднократно выступал с сольными концертами, концертами с оркестром в филармониях разных стран, на национальном и одесском телевидении, а также принимал участие в спектаклях одесских театров. Юрий Дикий творчески контактировал с выдающимися музыкантами-исполнителями современности — Э. Г. Гилельсом, Д. А. Башкировым, Э. К. Вирсаладзе, В.Топилиным; в Германии — Д. Цехлиным и А. Веберзинке, а также известными дирижёрами — Г. Провоторовым, Т. Гуртовым, Г. Гоциридзе, В. Перевозниковым и др. Юрий Дикий проводил мастер-классы в Германии и городах бывшего СССР. В 2002 году инициировал создание Миссии Д. Ойстраха и С. Рихтера в Одессе, которую возглавляет по настоящее время, а также организовал и провел в качестве директора международные фестивали, вечера памяти Г. Г. Нейгауза (2004), Л. Н. Гинзбург (2006), а также множество других творческих акций, среди которых открытие мемориальных досок в Одессе — С. Рихтеру, Д. Ойстраху, Л. Гинзбург, Ю. Знатокову, Н. Покровскому.
Профессиональная, общественная и публицистическая деятельность Ю. Б. Дикого посвящена творческому совершенствованию системы музыкального образования. В сентябре 2005 года им был инициирован и проведен Всеукраинский Форум «За сохранение национального духовного наследия в музыкальном искусстве и образовании», поддержанный известными музыкантами всей Украины. По теме образования проведены пресс-конференции в «Интерфакс-Украина» (2005, 2006) и «Українські новини» (2009). С 1976 г. по настоящее время инициатор, автор и участник более 200 телевизионных программ на Национальных и местных теле и радо студиях. Имеет множество публикаций в различных печатных изданиях Украины и за рубежом.
В знак протеста нарастающим процессам деградации образования, проблем культуры и искусства, как и роста коррупции чиновников, беспринципности части консерваторских коллег, покидает ОГМА в октябре 2009 года.
Был представлен губернатором и городским головой Одессы к званию «Заслуженный деятель искусств» (2005). По настоящее время ведёт широкую профессиональную и общественно-просветительскую работу в СМИ, государственных учреждениях и музыкальных учебных заведениях.
Исполнительское творчество в значительной мере отражено в YouTube на каналах Юрий Дикий и Георгий Тихий.

## Семья
- Отец: Борис Федорович Дикий — профессор Одесской академии холода, кандидат технических наук. (1917-2000)
- Дед: Фёдор Тимофеевич Дикий — диакон, солист первого состава Национальной заслуженной академической капеллы «Думка». (1886-1967)